# Fortidsminde
Et fortidsminde eller oldtidsminde er spor af fortiden i landskabet. Begrebet indbefatter bl.a. gravhøje, dysser, jættestuer, voldsteder, runestene og ruiner.
I Danmark er ca. 30.000 fortidsminder beskyttet af fortidsmindefredning. Siden 1937 har alle synlige fortidsminder været fredet. En fredning som er gældende ligegyldigt om der er skiltning eller fredningssten.